# مکزیم اینتگریتد
مکزیم اینتگریتد (انگلیسی: Maxim Integrated) شرکت الکترونیک آمریکایی است، که در سال ۱۹۸۳ تأسیس شد.